# Collarenemertes bimaculata
Collarenemertes bimaculata är en djurart som tillhör fylumet slemmaskar, och som beskrevs av Chernyshev 1993. Collarenemertes bimaculata ingår i släktet Collarenemertes och familjen Cratenemertidae. Inga underarter finns listade i Catalogue of Life.